# てのひらえる
てのひらえるは、女性シンガーによるソロロックアイドル、ロックバンド「amy」のボーカリストである。

## 概要
2015年に2人組アイドルグループDevigeleggの「える☆」としてデビュー。グループの短期間での活動休止と解散を受けてソロアイドルに転向する。2018年にはガールズバンド噂ノ亞ノ娘のボーカルを、2021年にはamyのボーカルを務める等バンド活動も精力的に行っている。ファンの呼称は「NUMBER50」(ナンバーエル)。

## 略歴
- 2015年5月9日 2人組アイドルグループDevigelegg(後にDevigelに改名)の「える☆」として活動開始。
- 2015年11月29日 Devigel活動休止。
- 2016年1月10日「てのひらえる」でソロ活動を開始。
- 2016年6月4日 1st Single「全力少女／DUSK」発売。
- 2016年10月31日 ミスiD2017根本宗子賞受賞[5]。
- 2017年1月8日 長堀橋WAXXにて初のワンマンライブを開催、同日2nd Single「無色透明存在証明無常がーる／Re:Android」を発売。
- 2017年8月2日 牢獄発囚人ガールズバンド82回目の終身刑にダンサーとして加入[6]。
- 2017年8月6日 アメリカ村CLAPPERにて生誕祭「18歳になりました」開催。
- 2017年11月26日 Devigel再始動。
- 2017年11月29日 Devigelとしての1st Single『Devigel』発売。
- 2017年11月29日 「Devigel」解散。tenohira el ex.DevigelとしてDevigelの楽曲を引き継ぐ。
- 2018年3月26日 COMING KOBE18無料公開ライブオーディション恐るべき10代を探せ!!「悪魔の子供2018」優勝。
- 2018年8月12日 RUIDO presents L-1グランプリ2018決勝大会RUIDO 特別賞。
- 2018年8月19日 4th Single「ロスタイムブレイク ／ Ⅸ」発売。
- 2019年8月4日 神戸VARITにて 20歳の生誕祭「『大人、はじめます]」開催。同日ベストアルバム「NUMBER50」発売。
- 2019年10月13日 ギュウ農フェス2019後夜祭に出演。
- 2020年8月2日 ELCOM OSAKAにて生誕ワンマンSPを開催。
- 2020年10月24日 ベストアルバム「NUMBER50」ブラッシュアップバージョンを発売。
- 2021年1月27日 初の全国流通盤シングル「灰かぶりのサンドリヨン」発売。
- 2021年6月30日 全国流通盤第2弾シングル「ダランベール」発売。
- 2021年7月28日 全国流通盤第3弾シングル「new fable」を発売[7]。
- 2022年8月7日 シングル「例えば」を発売。
- 2022年9月4日 下北沢にて初の主催サーキットフェス『 新刃祭(しんじんさい)』～NEW BLADE FESTIVAL～を開催[8]
- 2022年11月20日 破壊骨りあとの写真集「Wonder ELRia」発売。
- 2023年6月3日 自身がプロデュースする新アパレルブランド「AdaNous」を立ち上げ[9]。
- 2025年4月26日 上海の新歌空间にて開催されたULTiMATUM GAMEに出演。
- 2025年6月〜8月　てのひらえる単独公演「その先へ」TOUR開催。6月1日club asia (東京都)	6月7、8日CLUB ANiMA (北海道)、6月14日仙台Space Zero (宮城県)	、6月21日HOLIDAY NEXT NAGOYA (愛知県)6月22日心斎橋BRONZE (大阪府)7月5、6日OKINAWA Cyber Box (沖縄県)、7月12日高松MONSTER (香川県)、7月19、20日INSA (福岡県)、ファイナルを8月8日『恵比寿LIQUIDROOM』にて[10]開催。

## ディスコグラフィ

### シングル
|     | 発売日         | タイトル                               | 規格 | 規格品番                                                        | 収録曲                                                               | 備考                                                                          |
| --- | -------------- | -------------------------------------- | ---- | --------------------------------------------------------------- | -------------------------------------------------------------------- | ----------------------------------------------------------------------------- |
| 1st | 2016年6月4日   | 全力少女／DUSK                         | CD   |                                                                 | 1. 全力少女 2. DUSK                                                  |                                                                               |
| 2nd | 2017年11月29日 | Devigel@tenohira el ex.Devigel         | CD   |                                                                 | 1. 天使の讃美歌 2. 悪魔の鎮魂歌                                      |                                                                               |
| 3rd | 2018年1月8日   | 無色透明存在証明無常がーる／Re:Android | CD   |                                                                 | 1. 無色透明存在証明無常がーる 2. Re:Android                          |                                                                               |
| 4th | 2018年8月19日  | ロスタイムブレイク ／ Ⅸ                | CD   |                                                                 | 1. ロスタイムブレイク 2. Ⅸ                                           |                                                                               |
| 5th | 2021年1月27日  | 灰かぶりのサンドリヨン                 | CD   | AREL-001                                                        | 1. 灰かぶりのサンドリヨン 2. 灰かぶりのサンドリヨン (vocalless ver.) | サウンドプロデューサーにgouache.氏(DOG MONSTER)を迎えた初の全国流通盤シングル |
| 6th | 2021年6月30日  | ダランベール                           | CD   | AREL-002A(初回限定盤) AREL-002B(通常盤)                         | 1. ダランベール                                                      | 初回限定盤にはタランベールのMVを収録したDVDが付属                             |
| 7th | 2021年7月28日  | new fable                              | CD   | AREL-003A(初回限定盤A) AREL-003B(初回限定盤B) AREL-003C(通常盤) | 1. new fable                                                         | 初回限定盤Aにはnew fable、初回限定盤BにはNUMBER50のMVが収録されたDVDが付属    |
| 8th | 2022年8月7日   | 例えば                                 | CD   |                                                                 | 1. 例えば 2. 自分らしく生きてみたい 3. 僕はずっと君の中              |                                                                               |

### アルバム
|     | 発売日       | タイトル | 規格 | 規格品番   | 収録曲 | 備考                                                           |
| --- | ------------ | -------- | ---- | ---------- | --- | -------------------------------------------------------------- |
| 1st | 2019年8月4日 | NUMBER50 | CD   | B08XNGC42M | 1. 全力少女 2. DUSK 3. 無色透明存在証明無常がーる 4. Re:Android 5. 天使の讃美歌 6. 悪魔の鎮魂歌 7. ロスタイムブレイク 8. IX 9. NUMBER50 | 2020年10月24日にブラッシュアップバージョンが再度リリースされた |

## 書籍
- Wonder ELRia(2022年11月20日発行):破壊骨りあとのコンセプチュアル写真集